# Moses (miniserie)
Moses är en tysk-amerikansk-italiensk miniserie från 1995.

## Handling
Historien börjar i Egypten med förföljelsen av alla nyfödda hebreiska pojkar, då Faraos dotter finner Moses i Nilens vass och tar hand om honom. Hans ungdom vid Faraos hov avslutas abrupt då han tvingas fly, efter att ha dödat en egyptisk man. Han kommer till landet Midjan där han träffar sin blivande fru Zipporah och hennes far Jetro. Efter bröllopet får Moses en uppenbarelse, vid den brinnande busken, där Gud befaller honom att återvända till Egypten för att rädda sitt folk.

## Om filmen
- Följer efter avsnitten: Genesis, Abraham, Jacob och Josef.
- Del 7 och 8 av 21 i Bibelserien.

## Rollista (urval)
- Ben Kingsley ....  Moses
- Frank Langella ....  Memefta
- David Suchet ....  Aaron
- Christopher Lee ....  Ramses